# 공학 기압
공학 기압(工學 氣壓, 기호 at)은 압력의 단위이다. SI 단위는 아니다.

## 정의
1 at은 1 cm²당 1 kgf와 같으며, 이 수치는 98.0665 kPa와 같고, 또한 0.96784 atm과 같은 수치이다.

## 혼동
at이라는 기호는 2가지 이유에서 혼동될 수 있다. 1 cm²당 1 tf인 1000at의 압력을 kat으로 쓰는 경우 SI단위인 카탈과 기호가 같아진다. Kat으로 쓸 수는 있지만, 킬로는 소문자로 쓰는 것이 맞으므로 문제가 생긴다. 또한 이 기호는 아토톤과 같은 기호가 되지만, 아토톤과 동등한 단위인 피코그램을 일반적으로 사용하므로 혼동이 되는 일은 별로 없다.

## 다른 단위와의 비교
| v • d • e • h | 파스칼 (Pa) | 바 (bar)      | 공학 기압 (at) | 기압 (atm)  | 토르 (Torr)        | 제곱 인치 당 파운드 (psi) |
| ------------- | ----------- | ------------- | -------------- | ----------- | ------------------ | ------------------------- |
| 1 Pa          | ≡ 1 N/m2    | 10−5          | 1.0197×10−5    | 9.8692×10−6 | 7.5006×10−3        | 145.04×10−6               |
| 1 bar         | 100,000     | ≡ 106 dyn/cm2 | 1.0197         | 0.98692     | 750.06             | 14.504                    |
| 1 at          | 98,066.5    | 0.980665      | ≡ 1 kgf/cm2    | 0.96784     | 735.56             | 14.223                    |
| 1 atm         | 101,325     | 1.01325       | 1.0332         | ≡ 1 atm     | 760                | 14.696                    |
| 1 Torr        | 133.322     | 1.3332×10−3   | 1.3595×10−3    | 1.3158×10−3 | ≡ 1 Torr; ≈ 1 mmHg | 19.337×10−3               |
| 1 psi         | 6,894.76    | 68.948×10−3   | 70.307×10−3    | 68.046×10−3 | 51.715             | ≡ 1 lbf/in2               |